# Determinanta
Determinanta je preslikava, ki kvadratni matriki priredi število. Vsaki determinanti pripada število(ki ga lahko izračunamo iz elementov), matriki pa ne moremo pripisati nekega števila. Posameznim vrednostim (lahko so realne ali kompleksne) v determinanti pravimo elementi determinante. V matriki in v determinanti so posamezni elementi razporejeni v vrstice (vodoravno) in stolpce (navpično). 
Determinanto označujemo z dvema navpičnima črtama med kateri podobno kot pri matriki vpišemo elemente v vrstice in stolpce.
Vsaki determinanti lahko pripišemo tudi red, ki je enak razsežnosti pripadajoče matrike. Tako matriki reda 2 lahko pripišemo determinanto reda 2 (običajno to zapišemo kot {\displaystyle 2\times 2\,}) in tako naprej (primer za splošno obliko uporabimo {\displaystyle n\times n\,}). 
Determinanto matrike {\displaystyle A\,} označujemo kot {\displaystyle det(A)\,} ali poenostavljeno tudi {\displaystyle detA\,}. 
Kadar pa hočemo vpisati vse elemente determinante, lahko označimo determinanto z dvema navpičnima črtama, pripadajočo matriko pa označujemo z oglatima oklepajema.
Tako determinanta tretjega reda
{\displaystyle {\begin{vmatrix}a&b&c\\d&e&f\\g&h&i\end{vmatrix}}\ }
pripada matriki (tretjega reda) 
{\displaystyle {\begin{bmatrix}a&b&c\\d&e&f\\g&h&i\end{bmatrix}}.}
Splošno obliko determinante {\displaystyle n\times n\,} pa zapišemo kot 
{\displaystyle {\begin{vmatrix}a_{11}&a_{12}&\cdots &a_{1n}\\a_{21}&a_{22}&\cdots &a_{2n}\\\vdots &\vdots &\ddots &\vdots \\a_{n1}&a_{n2}&\cdots &a_{nn}\end{vmatrix}}\ }
kjer je z {\displaystyle a_{xy}\,} označen element v vrstici x in stolpcu y.

## Zgodovina
Determinante so se pojavile v 16. stoletju, kar je precej pred pojavom matrik v 19. soletju. Prva uporaba determinant je povezana s sistemom linearnih enečb. Vpeljal jih je italijanski matematik, astronom, zdravnik, filozof, fizik, astrolog in kockar Gerolamo Cardano (1501 – 1576) v letu 1545. Uporabljal je determinante drugega reda za določanje rešitev sistema dveh linearnih enačb z dvema neznankama. Približno ob istem času sta jih pričela uporablajti tudi japonski matematik Takakazu Šinsuke Seki (znan tudi kot Kova Seki) in nemški filozof, matematik, fizik, pravnik, zgodovinar, jezikoslovec, knjižničar in diplomat Gottfried Wilhelm Leibniz (1646 – 1716). Izraz determinanta je prvi uporabil francoski matematik Augustin Louis Cauchy (1789 – 1857).

## Določanje vrednosti determinant

### Determinanta 2 x 2
Matriki {\displaystyle 2\times 2\,}
{\displaystyle A={\begin{bmatrix}a&b\\c&d\end{bmatrix}}\,}
pripada determinanta
{\displaystyle \det A=ad-bc.\ }.

### Površina paralelograma
Matrika 2x2 
{\displaystyle A={\begin{bmatrix}a&b\\c&d\end{bmatrix}}\,}
ima determinanto
{\displaystyle \det A=ad-bc.\ }.
Determinanto {\displaystyle A\,} lahko gledamo kot paralelogram z vrhovi na točkah {\displaystyle (0,0)\,}, {\displaystyle (a,b)\,}, {\displaystyle (a+c,b+d)\,} in {\displaystyle (c,d)\,}.

### Determinanta 3 x 3
Matrika {\displaystyle 3\times 3\,}
{\displaystyle A={\begin{bmatrix}a&b&c\\d&e&f\\g&h&i\end{bmatrix}}}
ima determinanto, ki se izračuna kot 
{\displaystyle \det A=aei+bfg+cdh-afh-bdi-ceg\,}
Vrednost determinante {\displaystyle 3\times 3\,} lahko določimo s pomočjo Sarrusovega pravila.

## Lastnosti determinant
- Determinanta trikotne matrike {\displaystyle A\,} je

{\displaystyle \det(A)=a_{1,1}a_{2,2}\cdots a_{n,n}=\prod _{i=1}^{n}a_{i,i}\,}
To je zmnožek vseh elementov v diagonali matrike.
- Kadar je matrika {\displaystyle B\,} nastala iz matrike {\displaystyle A\,} z zamenjavo dveh vrstic ali stolpcev, velja

{\displaystyle \det(B)=-\det(A)\,}
- Kadar je matrika {\displaystyle B\,} nastala iz matrike {\displaystyle A\,} tako, da smo pomnožili vse elemente v vrstici ali vse elemente v stolpcu s konstanto {\displaystyle c\,} velja

{\displaystyle \det(B)=c.\det(A)\,}
Kadar pa je matrika pomnožena s skalarjem
{\displaystyle {\mathsf {\det(\alpha A)=\alpha ^{n}det(A)}}.\ }
- Kadar je matrika {\displaystyle B\,} nastala iz matrike {\displaystyle A\,} tako, da smo dodali s konstanto pomnoženo vrstico ali stolpec drugi vrstici ali stolpcu je:

{\displaystyle \det(B)=\det(A)\,}
- Determinanta reda 1 vsebuje samo en element. Takšna determinanta ima vrednost

{\displaystyle \det(A)={\begin{vmatrix}a_{11}\end{vmatrix}}=a_{11}}
- Determinanta {\displaystyle 2\times 2\,} (reda 2) se izračuna kot

{\displaystyle \det(A)={\begin{vmatrix}a_{11}&a_{12}\\a_{21}&a_{22}\end{vmatrix}}=a_{11}a_{22}-a_{12}a_{21}}
- Determinanta višjih redov (npr. reda {\displaystyle n\,}) pa običajno določamo z uporabo Laplaceovega obrazca z razvojem po vrstici ali razvojem po stolpcu (glej Določanje vrednosti splošne determinante spodaj).

## Določanje vrednosti splošne determinante
Za izračunavanje vrednosti determinante uporabljamo Laplaceov obrazec, ki je primeren za računanje vrednosti determinant višjih redov.
Determinanto lahko razvijemo po poljubni vrstici ali poljubnem stolpcu.
Razvoj determinante po j-ti vrstici
{\displaystyle \det(A)=\sum _{i=1}^{n}(-1)^{i+j}\cdot a_{ij}\cdot \det(A_{ij})} (za vse j od 1 do n)
Razvoj po i-tem stolpcu
{\displaystyle \det(A)=\sum _{j=1}^{n}(-1)^{i+j}\cdot a_{ij}\cdot \det(A_{ij})} (za vse i od 1 do n)
kjer je
- {\displaystyle A_{i...}\,} podteterminanta elementa {\displaystyle a_{i...}\,}
- {\displaystyle A_{...j}\,} podteterminanta elementa {\displaystyle a_{...}\,}

Poddeterminanto (tudi minor) ({\displaystyle (A_{ij})\,}), ki pripada elementu {\displaystyle a_{ij}\,} dobimo tako, da v matriki izbrišemo i-to vrstico in j-ti stolpec. Zmnožek {\displaystyle (-1)^{i+j}.\det(A_{ij})\,} se imenuje tudi kofaktor elementa {\displaystyle a_{ij}\,}. Razvoj determinanteje skalarni produkt elementov vrstice ali stolpca s pripadajočimi kofaktorji.

## Ostale lastnosti
- Determinanta

{\displaystyle \textstyle \mathrm {I} _{n}={\begin{bmatrix}1&0&\ldots &0\\0&1&\ldots &0\\\vdots &\vdots &\ddots &\vdots \\0&0&\ldots &1\end{bmatrix}}}
Ima vrednost 1 tudi, ko je n= 0 in celo, če je matrika prazna
- Determinanta zmnožka dveh kvadratnih matrik je enaka zmnožku determinant posameznih matrik

{\displaystyle {\mathsf {\det(AB)=\det(A)\det(B)}}.\ }
- Kadar vrednost determinante, ki pripada matriki {\displaystyle A\,} ni enaka 0, velja tudi

{\displaystyle {\mathsf {\det(A^{-1})=\left(\det(A)\right)^{-1}}}.\ }
- Če sta matriki A in B podobni matriki in če obstoja takšna obratna matrika (nesingularna) matrika {\displaystyle X\,} za katero velja {\displaystyle \textstyle {\mathsf {A=X^{-1}BX}}}

potem je
{\displaystyle {\mathsf {\det(A)=\det(X)^{-1}\det(BX)=\det(X)^{-1}\det(B)\det(X)=\det(B)\det(X)^{-1}\det(X)=\det(B)}}.\ }
- Matrika in njena transponirana matrika imata enako vrednost pripadajoče determinante:

{\displaystyle {\mathsf {\det(A^{\mathrm {T} })=\det(A)}}.\ }

## Determinanta in matrike
Kadar so {\displaystyle A\,}, {\displaystyle B\,}, {\displaystyle C\,} matrike, ki imajo po vrsti razsežnosti {\displaystyle n\times n\,}, {\displaystyle n\times m\,}, {\displaystyle m\times n\,} in {\displaystyle m\times m\,}, potem je:
{\displaystyle \det {\begin{pmatrix}{\mathsf {A}}&0\\{\mathsf {C}}&{\mathsf {D}}\end{pmatrix}}=\det {\begin{pmatrix}{\mathsf {A}}&{\mathsf {B}}\\0&{\mathsf {D}}\end{pmatrix}}={\mathsf {\det(A)\det(D)}}.}
Kadar obstoja obratna matrika matrike {\displaystyle A\,}
velja tudi 
{\displaystyle \det {\begin{pmatrix}{\mathsf {A}}&{\mathsf {B}}\\{\mathsf {C}}&{\mathsf {D}}\end{pmatrix}}={\mathsf {\det(A)\det(D-CA^{-1}B)}}.}
Kadar pa obstoja obratna matrika matrike {\displaystyle D\,}, pa velja
{\displaystyle \det {\begin{pmatrix}{\mathsf {A}}&{\mathsf {B}}\\{\mathsf {C}}&{\mathsf {D}}\end{pmatrix}}={\mathsf {\det(D)\det(A-BD^{-1}C)}}.} 
Velja tudi naslednje:
Kadar matriki {\displaystyle C\,} in {\displaystyle D\,} komutirata (to je {\displaystyle CD=DC\,}), je 
{\displaystyle \det {\begin{pmatrix}{\mathsf {A}}&{\mathsf {B}}\\{\mathsf {C}}&{\mathsf {D}}\end{pmatrix}}={\mathsf {\det(AD-BC)}}\,}
Kadar matriki {\displaystyle B\,} in {\displaystyle D\,} komutirata (to je {\displaystyle BD=DB)\,}, je tudi
{\displaystyle \det {\begin{pmatrix}{\mathsf {A}}&{\mathsf {B}}\\{\mathsf {C}}&{\mathsf {D}}\end{pmatrix}}={\mathsf {\det(DA-BC)}}\,}
Kadar matriki {\displaystyle A\,} in {\displaystyle B\,} komutirata (to je {\displaystyle AB=BA\,}, je tudi
{\displaystyle \det {\begin{pmatrix}{\mathsf {A}}&{\mathsf {B}}\\{\mathsf {C}}&{\mathsf {D}}\end{pmatrix}}={\mathsf {\det(DA-CB)}}\,}.

## Odnos do sledi
Sled je vsota elementov matrike na diagonali. S tem je sled enaka tudi lastnim vrednostim
{\displaystyle {\mathsf {\det(\exp(A))=\exp(\mathrm {tr} (A))}}\,}
kjer je 
- {\displaystyle {\mathsf {\exp(A)}}\,} potenca matrike {\displaystyle {\mathsf {A}}\,}

Iz tega sledi, da se za različne matrike z razsežnostjo {\displaystyle n\times n\,} dobi determinante {\displaystyle {\mathsf {A}}}
{\displaystyle n=1:\,}
{\displaystyle {\mathsf {\det(A)=\mathrm {tr} (A)}};}
{\displaystyle n=2:\,}
{\displaystyle {\mathsf {\det(A)=(\mathrm {tr} (A)^{2}-\mathrm {tr} (A^{2}))/2}};}
{\displaystyle n=3:\,}
{\displaystyle {\mathsf {\det(A)=(\mathrm {tr} (A)^{3}-3\mathrm {tr} (A)\mathrm {tr} (A^{2})+2\mathrm {tr} (A^{3}))/6}};}
{\displaystyle n=4:\,}
{\displaystyle {\mathsf {\det(A)=(\mathrm {tr} (A)^{4}-6\mathrm {tr} (A)^{2}\mathrm {tr} (A^{2})+3\mathrm {tr} (A^{2})^{2}+8\mathrm {tr} (A)\mathrm {tr} (A^{3})-6\mathrm {tr} (A^{4}))/24}};}

## Odvod
Za določanje odvoda se uporablja Jacobijev obrazec:
{\displaystyle {\frac {\mathrm {d} \det({\mathsf {A}})}{\mathrm {d} \alpha }}=\operatorname {tr} \left(\operatorname {adj} ({\mathsf {A}}){\frac {\mathrm {d} {\mathsf {A}}}{\mathrm {d} \alpha }}\right)\,}
kjer je 
- {\displaystyle \operatorname {adj} (A)\,} adjungirana matrika matrike {\displaystyle A\,}
- {\displaystyle \operatorname {tr} (\dots )\,} sled matrike

Če je matrika {\displaystyle A\,} obrnljiva, dobimo 
{\displaystyle {\frac {\mathrm {d} \det({\mathsf {A}})}{\mathrm {d} \alpha }}=\det({\mathsf {A}})\operatorname {tr} \left({\mathsf {A}}^{-1}{\frac {\mathrm {d} {\mathsf {A}}}{\mathrm {d} \alpha }}\right).}
Če izrazimo odvod z elementi matrike {\displaystyle A_{ij}\,}, velja tudi
{\displaystyle {\frac {\partial \det({\mathsf {A}})}{\partial A_{ij}}}=\operatorname {adj} ({\mathsf {A}})_{ji}=\det({\mathsf {A}})(A^{-1})_{ji}.}
Če matriko {\displaystyle A\,} zapišemo kot {\displaystyle {\mathsf {A}}={\begin{bmatrix}\mathbf {a} &\mathbf {b} &\mathbf {c} \end{bmatrix}}} kjer so {\displaystyle a,b,c\,} vektorji, potem je gradient po enem izmed teh vektorjev enak vektorskemu produktu drugih dveh:
{\displaystyle {\begin{aligned}\nabla _{\mathbf {a} }\det({\mathsf {A}})&=\mathbf {b} \times \mathbf {c} \\\nabla _{\mathbf {b} }\det({\mathsf {A}})&=\mathbf {c} \times \mathbf {a} \\\nabla _{\mathbf {c} }\det({\mathsf {A}})&=\mathbf {a} \times \mathbf {b} .\end{aligned}}}.